# Ludwig Andreas Lemble

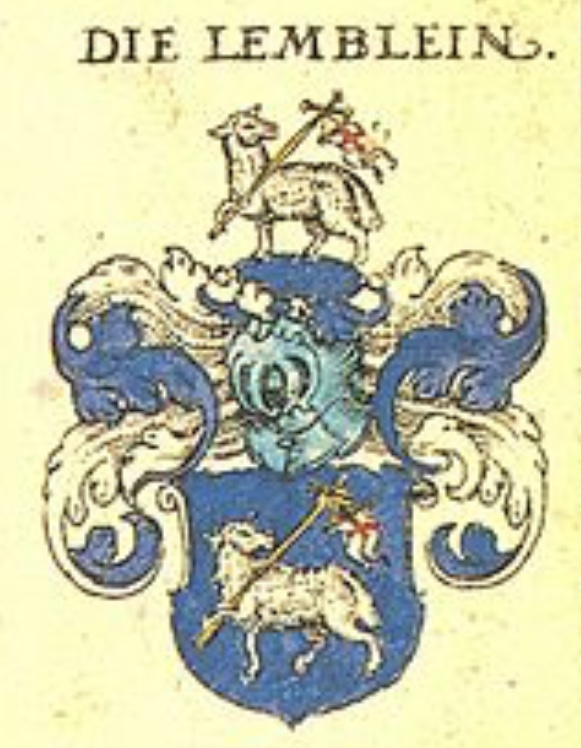
Wappen derer von Lemble/Lemblein/Laemmlin

Ludwig Andreas Lemble von und zu Rennertshofen (* 1578; † 29. März 1635 in Worms) war ein Pfalz-Neuburger Beamter, unter anderem als Hofmeister, Rat, Landschaftskommissar und Pfleger zu Reichertshofen und wechselte später in württembergische Dienste.

## Leben
Als Sohn von Wolf Heinrich Lemble zu Rennertshofen, einem zunächst Württemberger, dann Neuburger Beamten, kam Ludwig Andreas in jungen Jahren an den Neuburger Hof und wurde dort mit drei anderen jungen Adeligen gemeinsam mit dem Erbprinzen Wolfgang Wilhelm erzogen. Er begleitete diesen auch auf seiner Reise nach Italien 1597, wobei sich Lemble in Siena bei der Deutschen Nation immatrikulierte. 
Zurück in Neuburg nahm er ab 1603 an den Sitzungen des Pfalz-Neuburger Kanzleirates teil und 1606 wurde er zum Pfleger von Reichertshofen ernannt als Nachfolger des verstorbenen Kaspar Gribel. Nach dem Tod des Hofmeisters Sperberseck wurde Lemble auch als dessen Nachfolger bestallt. 1614 wählten ihn die Landstände zum Landschaftskommissar und er war anschließend einer der Hauptinitiatoren der nach dem Tod von Pfalzgraf Philipp Ludwig eingesetzten vorläufigen Regierung, die jedoch vom Thronfolger Wolfgang Wilhelm nicht anerkannt wurde. Dieser hielt Lemble für einen der „fürnembsten Redlfüehrer und anstiftter“ der in Neuburg in Abwesenheit Wolfgang Wilhelms stattfindenden Aktivitäten und ließ ihn in Ungnade fallen. Hintergrund war der zuvor erfolgte Übertritt Wolfgang Wilhelms zum Katholizismus, den die protestantischen Neuburger Räte ablehnten. Als Wolfgang Wilhelm nach Neuburg kam, wurde der Konflikt unter anderem auf einem Landtag 1615 ausgetragen, auf dem Lemble zum Landmarschall und damit an die Spitze der Stände gewählt wurde, während der Fürst diese Wahl nicht anerkannte. Die Landstände mussten sich schließlich fügen und Ludwig Andreas Lemble nahm seinen Abschied von der Rat- und Pflegerstelle und wechselte ab 1617 in württembergische Dienste, als Hofmeister und Obervogt zu Möckmühl, Neuenstadt und Weinsberg. Er starb am 29. März 1635 in Worms, wo ein Grabstein der Magnuskirche an ihn erinnert.
Verheiratet war er seit spätestens 1610 mit Sabina, Tochter des Heinrich Burkhard von Pappenheim. Sein Sohn Ernst Friedrich († 26. Oktober 1678) trat wiederum in neuburgische Dienste unter anderem als Pfleger von Rennertshofen und Landvogt von Neuburg.